# Safo 31
Safo 31 es un poema lírico de la poeta griega Safo de la isla de Lesbos. El poema también se conoce como Me parece semejante (φαίνεταί μοι). Es uno de los poemas más famosos de Safo, que describe su amor por una mujer joven.
El Fragmento 31 ha sido objeto de numerosas traducciones y adaptaciones desde la Antigüedad hasta nuestros días. Célebre por la intensidad de sus emociones, el poema ha influido en las concepciones modernas de la lírica, y su descripción del deseo sigue influyendo en los escritores actuales.

## Transmisión
El fragmento 31 fue uno de los pocos fragmentos sustanciales de Safo que sobrevivieron de la Antigüedad, conservado en el tratado de estética del siglo I d. C. De lo sublime. Se conservan cuatro estrofas, seguidas de parte de un verso; esto, así como la adaptación del poema por Catulo, sugiere que originalmente había una estrofa más del poema; a menudo se piensa que Safo se resigna a la situación en la que se encuentra. Una reconstrucción del poema realizada por el helenista Armand D'Angour sugiere que el poema original pudo tener hasta 8 estrofas.

## Poema
El fragmento 31 está compuesto de estrofas sáficas, una forma métrica en la que tres versos endecasílabos son seguidos por un cuarto, más corto. Sobreviven cuatro estrofas del poema, junto con algunas palabras de una quinta.  El poema está escrito en dialecto eólico, que era el dialecto hablado en la época de Safo en su isla natal de Lesbos.

## Contenido
El poema se centra en tres personajes: un hombre y una mujer, sin identificar, y el sujeto lírico. 
El contexto del poema ha sido objeto de gran debate académico: Thomas McEvilley lo llama la "controversia central" sobre el poema. Wilamowitz sugirió que el poema era un epitalamio y que el hombre mencionado en la estrofa inicial del poema era el novio. Un poema de la Antología griega que se hace eco de la primera estrofa del poema trata explícitamente de una boda; esto quizás refuerza el argumento de que el fragmento 31 fue escrito como canción de boda. En tiempos modernos, se la ha conocido convencionalmente como la Oda a Anactoria, asumiendo que es ella la mujer mencionada por Safo como objeto de su deseo, aunque no es mencionada. Desde la segunda mitad del siglo XX, los helenistas han tendido a seguir a Denys Page y han descartado que sea una canción de boda.
Una interpretación sugiere que la relación precisa del hombre con la mujer no es importante. En cambio, el papel del hombre es actuar como una "figura de contraste", diseñada para resaltar el amor de Safo por la muchacha al yuxtaponer la fuerza de la reacción emocional de Safo con su impasibilidad.
Ya en el siglo XVIII se propuso que el poema trata sobre los celos de Safo hacia el hombre que se sienta con su amada. Aunque esta sigue siendo una interpretación popular del poema, muchos críticos niegan que el fragmento trate en absoluto sobre los celos. Otra interpretación común del poema es que su objetivo principal es expresar su amor por la joven. Joan DeJean critica la interpretación de los "celos" del poema, ya que pretende restar importancia al homoerotismo del poema.
Armand D'Angour sostiene que la frase ἀλλὰ πὰν τόλματον significa "todo debe ser desafiado", en lugar de "soportado", como a veces se traduce. Las primeras traducciones del poema a los idiomas modernos se derivaron de la revisión del poema por parte de Catulo, Catulo 51, en el que Safo estaba celosa. La lectura de D'Angour, por otra parte, ofrece como tema secundario el cambio de tono del poema hacia una posición más esperanzadora que resignada.
También ha surgido un debate filológico en torno a las primeras palabras del poema, phainetai moi, (φαίνεταί μοι); la interpretación más popular leería la primera estrofa del poema como un verdadero estandarte del lirismo, el uso de la primera palabra para introducir el tema de los supuestos celos de Safo. Gallavotti propone una lectura alternativa: según su tesis, el texto se corrompió con el tiempo como consecuencia de la desaparición del sonido [w] (representado por la letra digamma Ϝ) y el original de Safo habría dicho en su lugar phainetai woi (φαίνεταί ϝοι). Esta lectura del texto original, que puede apoyarse en una cita de Apollonius Dyscolus, cambiaría radicalmente la perspectiva del primer verso, cuya traducción aproximada sería: «Se cree semejante a Dios». La hablante contrapone entonces su propia experiencia a la del hombre y las tres estrofas siguientes describen los síntomas que experimenta la narradora «cada vez que te miro un segundo».  Se ha pensado que el último verso que se conserva, el 17, es el comienzo de una estrofa que describe a Safo reconciliándose con la situación en la que se encontraba.

## Recepción e influencia

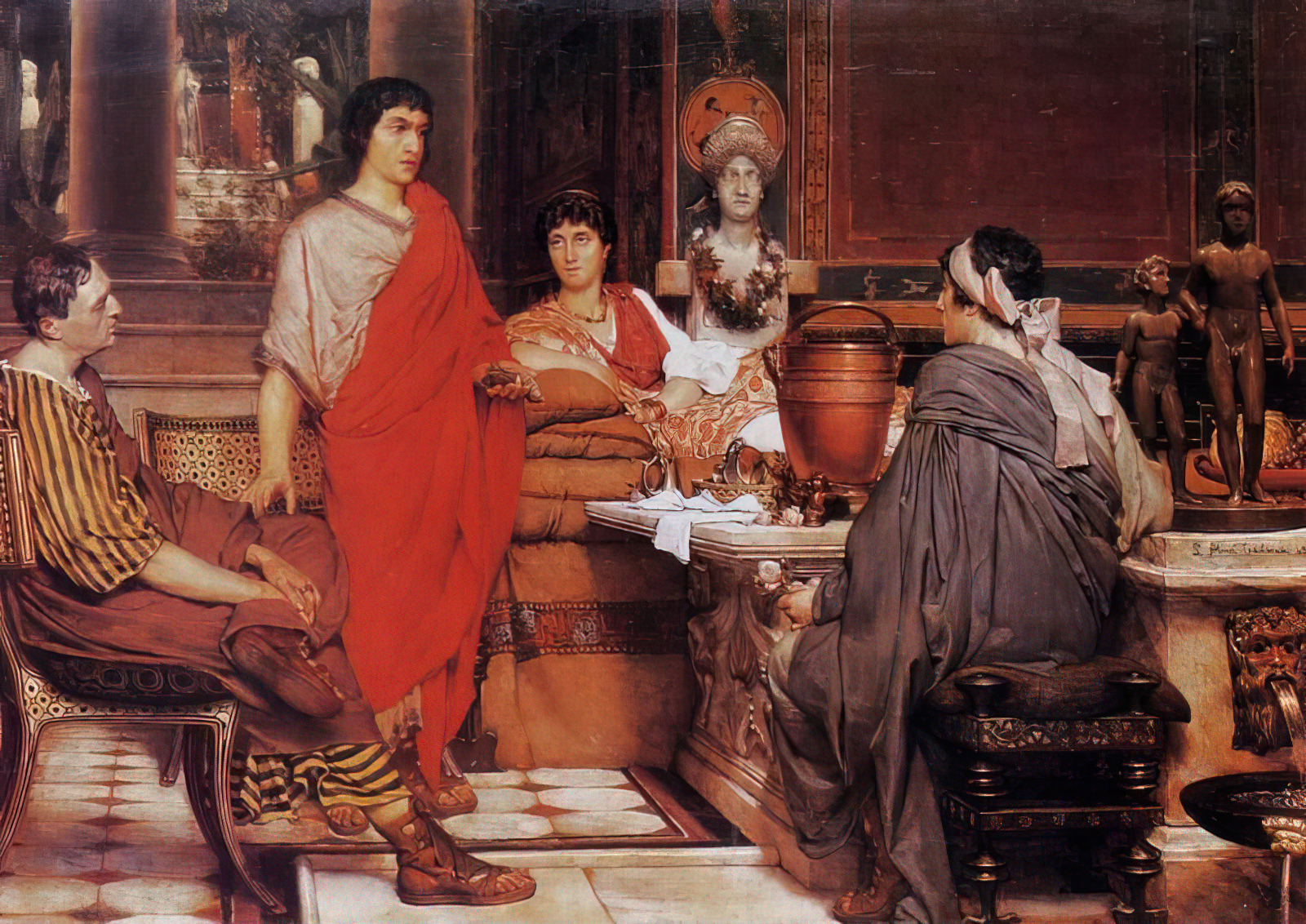
Lawrence Alma-Tadema, Catulo en casa de Lesbia 1865

El fragmento 31 es una de las obras más famosas de Safo – según Emmet Robbins, "probablemente el poema más famoso que ha llegado desde la Antigüedad". Es uno de sus poemas más adaptado y traducido y ha sido objeto de más comentarios académicos que cualquier otra de sus obras. Los autores griegos Teócrito y Apolonio de Rodas adaptaron el poema: Teócrito lo hizo en su segundo Idilio y Apolonio en su descripción del primer encuentro entre Jasón y Medea en las Argonáuticas. En la antigua Roma, Catulo lo adaptó en su poema número 51, poniendo a su musa Lesbia en el papel de la amada de Safo. Los poetas romanos Valerio Edituus y Lucrecio junto al dramaturgo Plauto, también adaptaron este poema.
En el siglo XIX, el poema comenzó a ser visto como un ejemplo de la lírica romántica, influyendo en poetas como Tennyson. Otros poetas románticos influenciados por el fragmento son Shelley y Keats, por ejemplo en "A Constantia, cantando" y "Oda a un ruiseñor", respectivamente.
La descripción que hace Safo de la respuesta física al deseo en este poema ha sido especialmente celebrada. El poema se cita en el tratado de Longino Sobre lo sublime por la intensidad de su emoción, Platón se basa en él en el segundo discurso de Sócrates sobre el amor en el Fedro, y los síntomas físicos del deseo retratados en el poema continúan utilizándose para transmitir el sentimiento en la cultura moderna.